# Luthar
Luthar je priimek več znanih Slovencev:

## Znani nosilci priimka
- Adam Luthar (1886—1972), evangeličanski duhovnik
- Breda Luthar (r. Naglič) (*1960), komunikologinja, univ. prof.
- Oto Luthar (*1959), zgodovinar, direktor ZRC SAZU od 1992
- Ursula Luthar, (jazz-) pevka